# Melody Blaster
Melody Blaster, parfois surnommé Astromusic, est un shoot 'em up musical développé et édité par Mattel Electronics, sorti en 1983 sur la console Intellivision. Il s'agit du seul jeu exploitant le clavier Music Synthetizer du module Entertainment Computer System (en) de la console.

## Système de jeu
L'écran représente des touches de piano noires et blanches. Les notes de musique d'une mélodie tombent du haut de l'écran, et le joueur doit jouer les notes correspondantes sur le clavier pour les détruire.
Onze morceaux populaires sont disponibles, dont Jingle Bells, The Entertainer et La Valse des puces. Le manuel d'utilisation évoque des cassettes de données optionnelles qui ajouteraient de nouvelles chansons au jeu,. Mais celles-ci ne furent jamais commercialisées par Mattel et un rectificatif demande à l'utilisateur de ne pas tenir compte des passages du manuel y faisant référence.

## Développement
Le jeu est programmé par Rick Sinatra et les musiques réalisées par Hall Cannon. Melody Blaster sert évidemment de base à la promotion de l'accessoire Music Synthetizer, un clavier en forme de synthétiseur se branchant sur les 2 ports joystick de l'ECS. D'autres jeux musicaux devaient suivre, comme Melody Maker ou encore Music Conductor, mais furent abandonnés avec l'arrivée du krach de 1983.

## Accueil
Surfant sur le succès de son shoot'em up le plus vendu, Mattel présente le jeu comme une « la version musicale du jeu vidéo populaire Astrosmash ». Les premiers catalogues l'annonçaient d'ailleurs sous le titre Astromusic. Toutefois, Melody Blaster a été produit en petites quantités, tout comme le Music Synthetizer.
Dans la revue italienne EG Computer, Giancarlo Butti apprécie que leu jeu permette d'utiliser sa machine comme un véritable synthétiseur, avec un son de bonne qualité, mais il regrette de ne pas pouvoir enregistrer les mélodies composées.